# Does Anybody Hear Her?
"Does Anybody Hear Her?" é uma canção gravada pela banda Casting Crowns.
É o terceiro single do segundo álbum de estúdio lançado a 30 de agosto de 2005, Lifesong.